# Giuseppe Giuliano

Wappen von Giuseppe Giuliano

Giuseppe Giuliano (* 28. Juni 1951 in Neapel, Italien) ist ein italienischer Geistlicher und römisch-katholischer Bischof von Lucera-Troia.

## Leben
Giuseppe Giuliano empfing am 16. Mai 1982 das Sakrament der Priesterweihe für das Bistum Nola.
Am 20. Oktober 2016 ernannte ihn Papst Franziskus zum Bischof von Lucera-Troia. Die Bischofsweihe spendete ihm der Bischof von Nola, Beniamino Depalma CM, am 27. Dezember desselben Jahres. Mitkonsekratoren waren der Erzbischof von Foggia-Bovino, Vincenzo Pelvi, und Pero Sudar, Weihbischof in Vrhbosna. Die Amtseinführung im Bistum Lucera-Troia fand am 4. Februar des folgenden Jahres statt.